# خوسه وانتولرا
خوسه وانتولرا (اسپانیایی: José Vantolrá‎؛ زادهٔ ۳۰ مارس ۱۹۴۳) بازیکن و مربی فوتبال اهل مکزیک بود.
از باشگاه‌هایی که در آن بازی کرده‌است می‌توان به باشگاه فوتبال دپورتیوو تولوکا اشاره کرد.
او همچنین در تیم ملی فوتبال مکزیک بازی کرده‌است.